# Derek Landy
Derek Landy (Lusk, condado de Dublín, 1974) es un escritor irlandés de Literatura juvenil  y un guionista especializado en el cine de terror irlandés, que ha saltado a la fama por su obra Skulduggery Pleasant. Ha escrito dos guiones que han sido llevados al cine. El ganador del premio IFTA  Dead Bodies y uno nominado IFTA Boy Eats Girl. (En una biografía que se refiere a ellos como "una película de zombis y un thriller slasher donde todo el mundo muere")
Él mismo fue nominado para un IFTA al mejor guion.
Más tarde se trasladó a escribir las novelas Skulduggery Pleasant. La primera novela de la serie fue Skulduggery Pleasant (después rebautizado como Skulduggery Pleasant: El Cetro de los Antiguos para la liberación de bolsillo en los EE. UU.) fue publicado por Harper Collins (que según The Sunday Times pagó 1 millón de € para los derechos de publicación).
Desde la publicación en abril de 2007 de Skulduggery Pleasant, que es la primera de una serie de  doce entregas, su obra ha sido traducida a diversos idiomas, entre ellos el castellano.

## Obras
- Skulduggery Pleasant (2007)
- Skulduggery Pleasant, Jugando con fuego (2009)
- Skulduggery Pleasant, Los Sin Rostro (2010)
- Skulduggery Pleasant, Días oscuros (23 de marzo de 2011)
- Skulduggery Pleasant, Ataduras Mortales (14 de marzo de 2012)
- Skulduggery Pleasant, La Invocadora de la muerte  (6 de junio de 2013)
- Skulduggery Pleasant, El Reino de Los Malvados  (28 de mayo de 2014)
- Skulduggery Pleasant, Tanith Low y los siete maléficos (Spin off con el personaje de Tanith Low)
- Skulduggery Pleasant, La última batalla de Los Hombres Cadáver  (23 de septiembre de 2015)
- Skulduggery Pleasant, la muerte de La Luz (2016)
- Skulduggery Pleasant, resurrección  (2018)
- Skulduggery Pleasant, Medianoche (2019)
- Skulduggery Pleasant, Manicomio(2019)
- Skulduggery Pleasant, Seasons of War (2020 en inglés, sin fecha de publicación en español)
- Skulduggery Pleasanr, Dead or Alive  (Sin fecha de publicación en español)

```
Demon road
```